# Nilus (mitologie)

Nilus , in Mitologia greacă a fost unul dintre Potamoi care îl reprezintă pe zeul râului Nil însuși.
Nilus a fost unul dintre cei 3.000 de copii ai zeilor râului ai Titanilor Oceanus și ai sorii sale Tethys. El a fost tatăl mai multor copii, dintre care au inclus Memphis (mama Libiei de către Epaphus, rege al Egiptului), precum și un fiu pe nume Nilus Ankhmemiphis (tatăl lui Anchinoe și Telephassa)
Nepoata lui Libia a devenit, la rândul ei, mama lui Belus și Agenor. Acești fii s-au căsătorit apoi cu fiicele mai mici ale fiului său Nilus, numite Anchiroe și, respectiv, Telephassa. Se spunea că o fiică Chione ar fi născută lui Nilus și Callirhoe, un oceanid. Ceilalți copii ai săi includ: Argiope, Anippe, Eurryroe, Europa[6] și, posibil, Caliadne, Polyxo și Thebe.